# Samuel Krištofič
Samuel Krištofič (ur. 15 sierpnia 1989 w Bratysławie) – słowacki zawodnik mieszanych sztuk walki (MMA). Aktualnie walczy w czesko-słowackiej federacji Oktagon MMA, w której w 2017 roku zwyciężył turniej reality show "Oktagon Challenge II" oraz w latach 2021-2022 był tymczasowym mistrzem w wadze średniej. 

## Życiorys
Miał trudne dzieciństwo, ponieważ on i jego dwie siostry byli wychowywani tylko przez matkę, a ich ojciec był alkoholikiem, który stosował wobec nich przemoc. Rodzina często nie miała pieniędzy z powodu uzależnienia ojca.
Mieszka w Bernolákovie z narzeczoną Janką, z którą spodziewa się dziecka. Poza sportami walki gra w hokeja na lodzie.
Trenowanie sportów walki zaczynał od muay thai, następne było brazylijskie jiu-jitsu, w którym zdobył purpowy pas. Od 2015 roku walczy w mieszanych sztukach walki (MMA).

## Osiągnięcia

### Brazylijskie jiu-jitsu
- Purpurowy pas w brazylijskim jiu-jitsu

### Mieszane sztuki walki
- Oktagon MMA
  - 2017: Zwycięzca turnieju reality show "Oktagon Challenge II" w wadze średniej[3]
  - 2021-2022: Tymczasowy mistrz Oktagon MMA w wadze średniej[4]

## Lista zawodowych walk MMA
| Wynik     | Bilans | Przeciwnik (bilans przed walką) | Rozstrzygnięcie                      | Runda | Czas | Rozgrywki                                | Data       | Miejsce             | Uwagi                                                                                          |
| --------- | ------ | ------------------------------- | ------------------------------------ | ----- | ---- | ---------------------------------------- | ---------- | ------------------- | ---------------------------------------------------------------------------------------------- |
| Przegrana | 17-7   | Dominik Humburger (9-2)         | TKO (ciosy pięściami)                | 2     | 1:58 | Oktagon 70: Krištofič vs. Humburger      | 26.04.2025 | Karlowe Wary        | Walka pierwszej rundy turnieju Tipsport Gamechanger 3 w wadze średniej. Main Event.            |
| Wygrana   | 17-6   | Karlos Vémola (36-7)            | KO (prawy hak)                       | 1     | 1:48 | Oktagon 51: Michailidis vs. Veličković   | 29.12.2023 | Praga               | Limit umowny -88,5 kg. Co-Main Event                                                           |
| Przegrana | 16-6   | Robert Bryczek (16-5)           | TKO (ciosy pięściami w parterze)     | 1     | 0:56 | Oktagon 45 Special: Mågård vs. Lima      | 28.07.2023 | Praga               | Eliminator do walki o pas mistrzowski Oktagon MMA w wadze średniej. Co-Main Event              |
| Przegrana | 16-5   | Alex Lohoré (22-8)              | Decyzja (jednogłośna)                | 3     | 5:00 | Oktagon 40: Tipsport Gamechanger         | 04.03.2023 | Ostrawa             | Co-Main Event                                                                                  |
| Wygrana   | 16-4   | Zdenek Polivka (8-5)            | Decyzja (jednogłośna)                | 3     | 5:00 | Oktagon 36: Eckerlin vs. de Oliveira 2   | 15.10.2022 | Frankfurt nad Menem |                                                                                                |
| Przegrana | 15-4   | Patrik Kincl (24-10. 1 NC)      | Decyzja (jednogłośna)                | 5     | 5:00 | Oktagon 31: Krištofič vs. Kincl          | 26.02.2022 | Praga               | Unifikacja pasów. Walka o pełnoprawny pas mistrzowski Oktagon MMA w wadze średniej. Main Event |
| Wygrana   | 15-3   | Marcin Naruszczka (22-9-2)      | Decyzja (jednogłośna)                | 5     | 5:00 | Oktagon 26: Naruszczka vs. Krištofič     | 24.07.2021 | Praga               | Zdobył tymczasowy pas mistrzowski Oktagon MMA w wadze średniej. Main Event.                    |
| Wygrana   | 14-3   | Al Amatavao (8-4)               | Decyzja (jednogłośna)                | 3     | 5:00 | Oktagon 25: Buday vs. Minda              | 19.06.2021 | Brno                |                                                                                                |
| Wygrana   | 13-3   | Mateusz Strzelczyk (9-8-1)      | TKO (ciosy pięśćiami)                | 2     | 0:59 | Oktagon 19: Vémola vs. Mikulášek         | 05.12.2020 | Brno                |                                                                                                |
| Wygrana   | 12-3   | Robert Pukač (14-5-1)           | Decyzja (jednogłośna)                | 3     | 5:00 | Oktagon 14: Bitva o trúny                | 14.09.2019 | Bratysława          |                                                                                                |
| Wygrana   | 11-3   | Anderson Queiroz (20-7)         | KO (cios)                            | 1     | 0:28 | Oktagon 12: Végh vs. Zwicker             | 08.06.2019 | Bratysława          |                                                                                                |
| Przegrana | 10-3   | David Kozma (24-10)             | Decyzja (jednogłośna)                | 5     | 5:00 | Oktagon 11: Kozma vs. Krištofič          | 16.03.2019 | Ostrawa             | Pojedynek o pas mistrzowski Oktagon MMA w wadze półśredniej. Main Event                        |
| Przegrana | 10-2   | Grzegorz Siwy (11-3)            | Decyzja (jednogłośna)                | 3     | 5:00 | Oktagon 9: Krištofič vs. Siwy            | 15.09.2018 | Bratysława          | Main Event                                                                                     |
| Wygrana   | 10-1   | Ondřej Raška (7-5)              | KO (cios)                            | 1     | 3:14 | Oktagon 6: The Rematch                   | 26.05.2018 | Koszyce             | Main Event                                                                                     |
| Przegrana | 9-1    | Nodar Kudukhashvili (15-4)      | Decyzja (jednogłośna)                | 3     | 5:00 | Fight Nights Global 84                   | 02.03.2018 | Bratysława          |                                                                                                |
| Wygrana   | 9-0    | Radovan Úškrt (4-1)             | Poddanie (duszenie trójkątne rękoma) | 3     | 2:02 | Oktagon 4: Oktagon Výzva II Finále       | 12.11.2017 | Bratysława          | Zwyciężył i zdobył pas mistrzowski turnieju Oktagon Challenge II. Main Event                   |
| Wygrana   | 8-0    | Ondřej Raška (5-4)              | Poddanie (duszenie trójkątne rękoma) | 2     | 1:40 | Oktagon 2 Challenge Qualification        | 01.09.2017 | Bratysława          | Main Event                                                                                     |
| Wygrana   | 7-0    | Kovács Kami Kálmán (2-12)       | Poddanie (duszenie trójkątne rękoma) | 1     | 4:40 | Dark Night Nove Zamky: Dark Night Vol. 2 | 24.06.2017 | Nowe Zamki          |                                                                                                |
| Wygrana   | 6-0    | Bohumil Lungrik (17-18)         | Decyzja (jednogłośna)                | 3     | 5:00 | Oktagon 2: Boráros vs. Čambal            | 07.04.2017 | Bratysława          | Debiut w Oktagon MMA.                                                                          |
| Wygrana   | 5-0    | Laszlo Szogyenyi (0-1)          | Poddanie (duszenie zza pleców)       | 2     | 3:23 | X Fight 1                                | 20.05.2016 | Bratysława          |                                                                                                |
| Wygrana   | 4-0    | Tomas Vasicek (2-3)             | TKO (ciosy pięściami)                | 1     | 3:27 | LCC: Fight Night                         | 30.04.2016 | Trenczyn            | Main Event                                                                                     |
| Wygrana   | 3-0    | Martin Sudor (1-0)              | Decyzja (jednogłośna)                | 2     | 5:00 | Fight of Gladiators 5                    | 09.04.2016 | Nitra               |                                                                                                |
| Wygrana   | 2-0    | Martin Kostolansky (0-2)        | Decyzja (niejednogłośna)             | 3     | 5:00 | PCF 13: Revenge                          | 21.11.2015 | Trenczyn            |                                                                                                |
| Wygrana   | 1-0    | Eduard Jedinak (0-0)            | Poddanie (duszenie trójkątne nogami) | 1     | 1:46 | Champions Fight Night 1                  | 10.07.2015 | Bratysława          |                                                                                                |